# Astrocharidae
Famille
Les Astrocharidae sont une famille d'ophiures (échinodermes) de l'ordre des Euryalida.

## Systématique
Pour le WoRMS cette famille n'est pas valide et lui préfère celle des Euryalidae Gray, 1840.

## Liste des genres
Selon World Register of Marine Species (11 janvier 2016) :
- genre Astrocharis Koehler, 1904 -- 3 espèces
- genre Squamophis Okanishi & al., 2011 -- 3 espèces